# Paradelphomyia (Oxyrhiza) bilobata
Paradelphomyia (Oxyrhiza) bilobata is een tweevleugelige uit de familie steltmuggen (Limoniidae). De soort komt voor in het Afrotropisch gebied.